# Citigroup Centre (Sydney)
Citigroup Centre – wieżowiec w Sydney, w stanie Nowa Południowa Walia, w Australii, o wysokości 242,9 m. Budynek został otwarty w 2000 i liczy 50 kondygnacji.